# Neotrygon kuhlii
Neotrygon kuhlii är en rockeart som först beskrevs av Müller och Henle 1841.  Neotrygon kuhlii ingår i släktet Neotrygon och familjen spjutrockor. IUCN kategoriserar arten globalt som otillräckligt studerad. Inga underarter finns listade i Catalogue of Life.